# Castelnau-Barbarens
Castelnau-Barbarens (gaskognisch Castèthnau-Barbarens) ist eine französische Gemeinde mit 579 Einwohnern (Stand 1. Januar 2022) im Département Gers in der Region Okzitanien. Sie gehört zum Arrondissement Auch und zum Kanton Astarac-Gimone. Castelnau-Barbarens ist zudem Mitglied des 2001 gegründeten Gemeindeverbands Grand Auch Cœur de Gascogne. Die Einwohner werden Castelnausiens/Castelnausiennes genannt.

## Lage
Castelnau-Barbarens liegt auf einer Anhöhe östlich des Flusses Arrats. Zur Gemeinde gehören das Dorf Castelnau-Barbarens, die Weiler Pépieux und Saint-Guiraud sowie zahlreiche Einzelgehöfte. Der Ort liegt rund 14 Kilometer südöstlich der Stadt Auch im Südosten des Départements Gers.

## Geschichte
Funde aus der Jungsteinzeit und Überreste einer Villa aus gallo-römischer Zeit belegen eine frühe Besiedlung.
Im Jahr 1140 wurde der Ort erstmals in einem Dokument als Castèt nàou dé Barbaréncs namentlich erwähnt. Die Gemeinde gehörte von 1793 bis 1801 zum Distrikt Auch. Seit 1801 ist sie Teil des Arrondissements Auch. Von 1793 bis 2015 lag die Gemeinde im Wahlkreis (Kanton) Saramon. Im Jahr 1821 wurden die bis dahin eigenständigen Gemeinden Grenadette (1821:98 Einwohner), Pépieux (1821:43 Einwohner) und Saint-Guiraud (1821:191 Einwohner) eingegliedert.

## Bevölkerung
| Jahr                       | 1962 | 1968 | 1975 | 1982 | 1990 | 1999 | 2006 | 2012 | 2020 |
| Einwohner                  | 590  | 525  | 421  | 432  | 414  | 452  | 484  | 515  | 547  |
| Quellen: Cassini und INSEE |      |      |      |      |      |      |      |      |      |

## Sehenswürdigkeiten
- Schlösser Saint-Guiraud und En Poucouron
- Überreste einer gallo-römischen Villa in Le Taros
- Kirche Sainte-Quitterie-Saint-Nicolas aus dem 19. Jahrhundert in Castelnau-Barbarens
- Kapelle Notre-Dame-de-Pitié
- Kapelle in Pepieux
- Friedhofskapelle in Saint-Guiraud
- Lavoir in Abenoy
- zahlreiche Flur- und Wegkreuze
- mehrere Marienstatuen
- mehrere Windmühlen in Castelnau, Pépieux und Saint-Guiraud
- Denkmal für die Gefallenen[1]

Quelle:

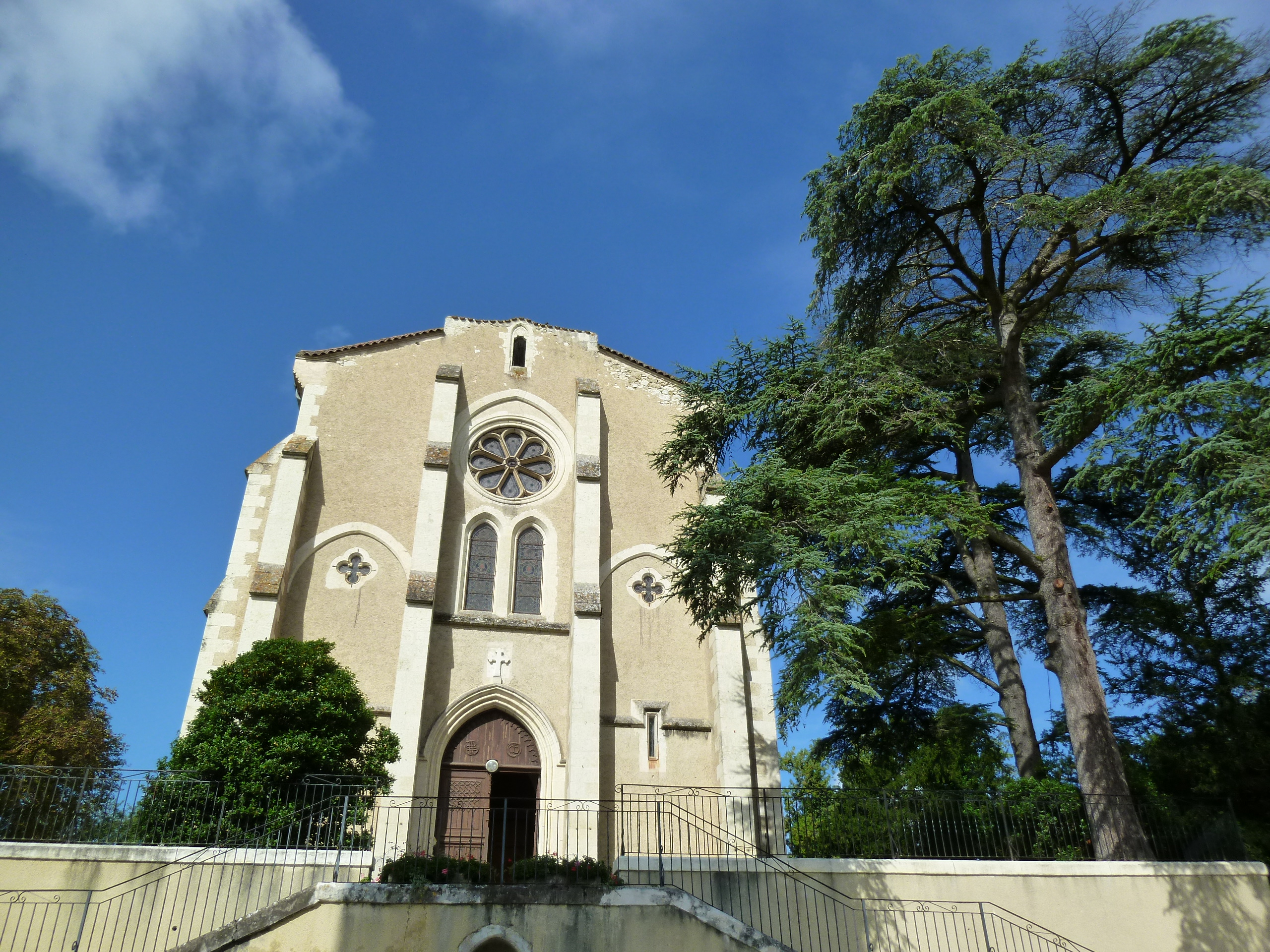
Kirche Sainte-Quitterie-Saint-Nicolas
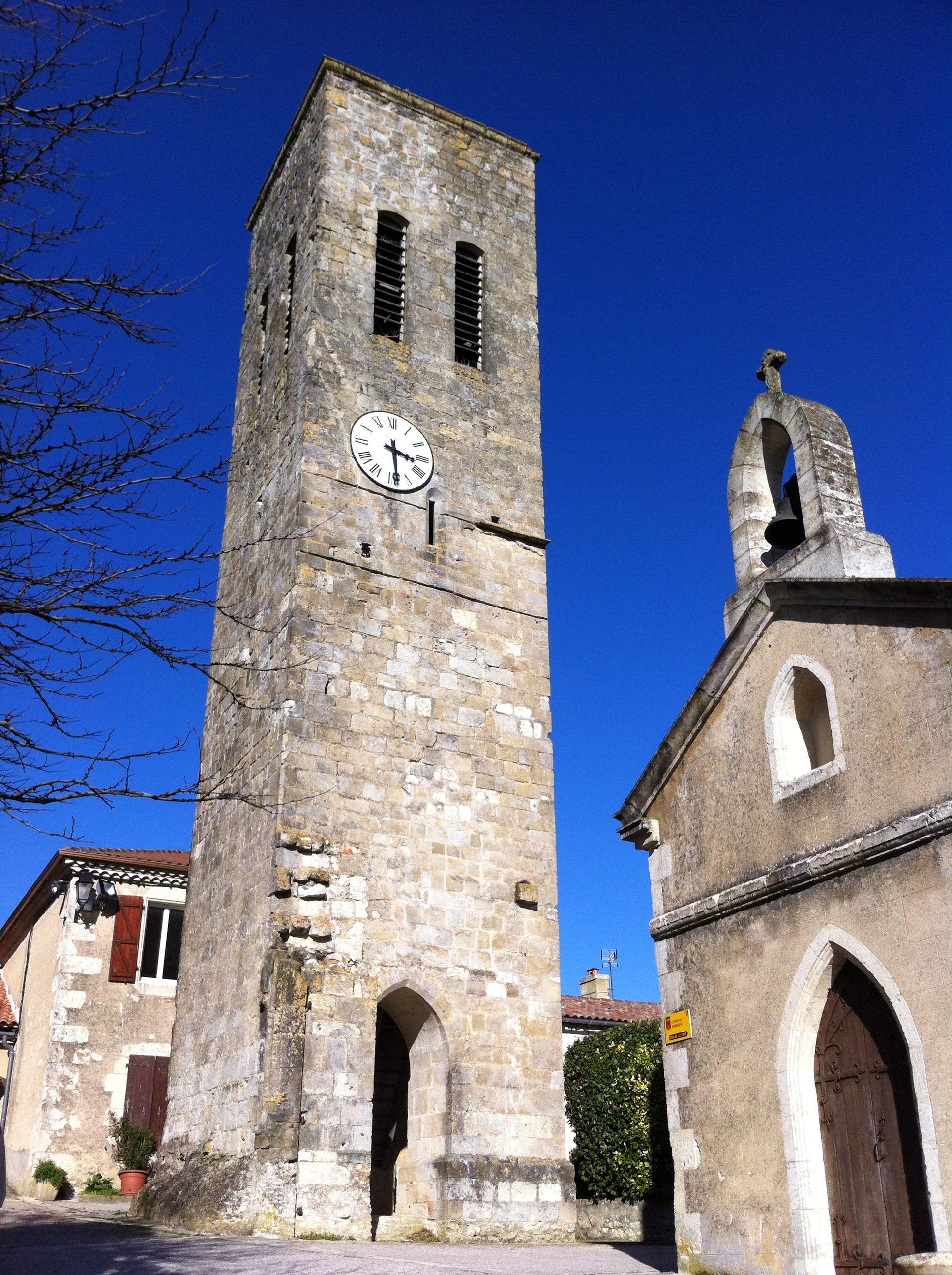
Turm und Kapelle Notre-Dame-de-Pitié
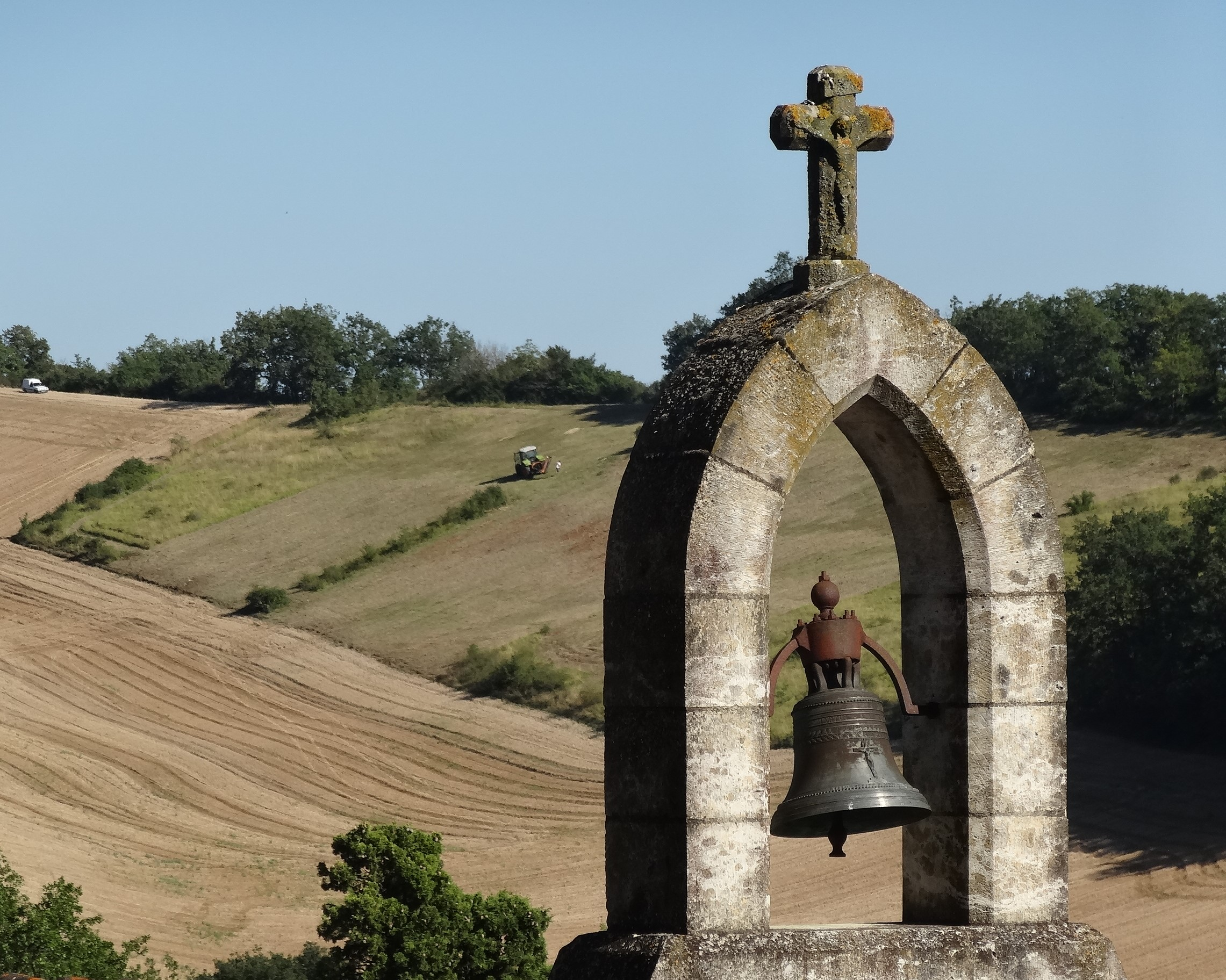
Teil der Kapelle Notre-Dame-de-Pitié
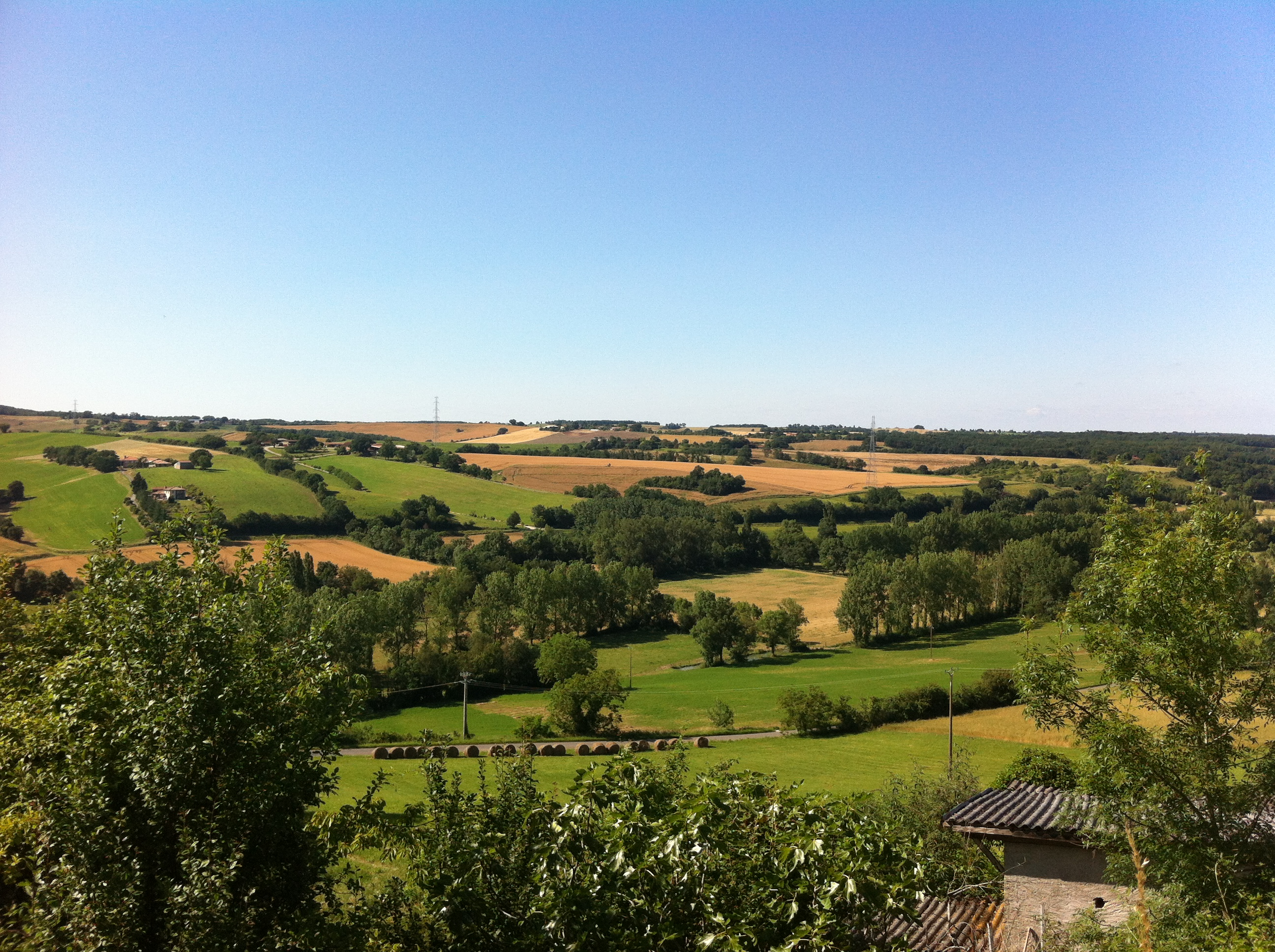
Landschaft bei Castelnau-Barbarens